# هولنگ
هولنگ (به آلمانی: Hollenegg) یک منطقهٔ مسکونی در اتریش است که در دویچلندسبرگ واقع شده‌است. هولنگ ۱۷٫۵۸ کیلومتر مربع مساحت دارد ۳۵۰–۷۸۰ متر بالاتر از سطح دریا واقع شده‌است.